# Bilge

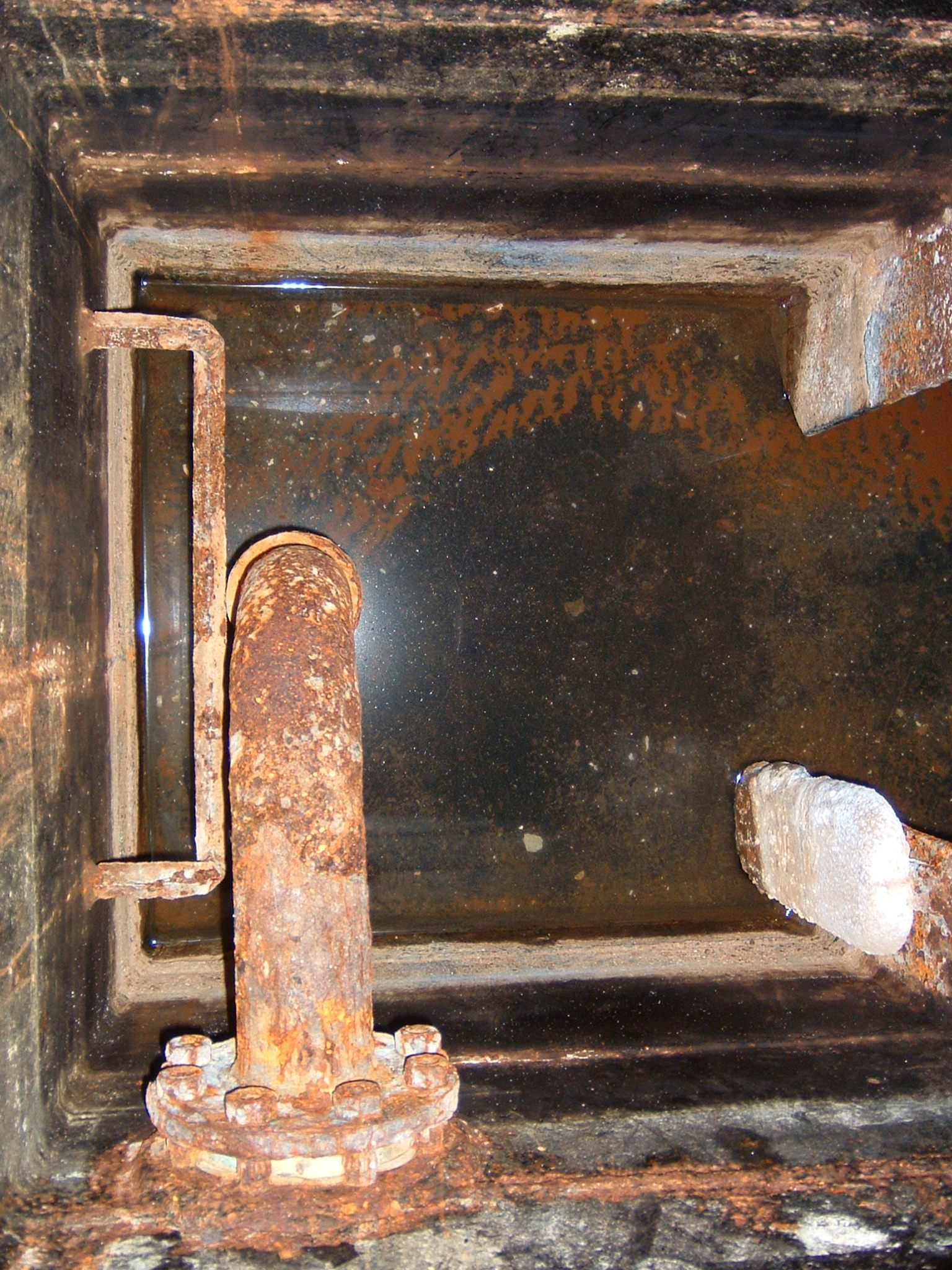
Onderdeel van de bilge in een stalen schip. Naar beneden kijkend.

De bilge (ook wel uitgesproken als bielzje) is de laagste plaats op een schip onder de waterlijn waar de twee kanten van het schip samenkomen in de kielbalk.

## Bilgewater
Bilgewater kan niet worden beschouwd als water, maar is eerder een mengsel met verschillende bestanddelen. Het is een mengsel van zoet water, zout water, olie, modder, chemicaliën en andere soorten vloeistoffen.
Zeewater en zoet water vinden hun weg naar de bilge via lekken in de pijpleidingen, slechte dichtingen in de flenzen, voortstuwing van het schip of zelfs door niet gewilde lekken. Olie komt in de bilge terecht door lekken in de brandstofleiding. Al deze bestanddelen komen samen in de bilge en worden beschouwd als bilgewater.
Het overboord pompen van bilgewater moet worden gehanteerd volgens strikte regels, opgesteld door de IMO in MARPOL annex I.

## Onderhoud van de bilge
De belangrijkste redenen om de bilge proper te houden zijn de volgende:
- De groei van bacteriën voorkomen.
- Stank vermijden.
- Vermijden van roest op en corrosie van het materiaal in de bilge.

Methoden om water uit de bilge te verwijderen, zijn onder meer met emmers of door te pompen. Moderne schepen maken meestal gebruik van elektrische lenspompen die worden bestuurd door automatische lensschakelaars. Speciale verven worden aangebracht om de bilge te beschermen. Het water dat zich verzamelt is vaak schadelijk en "bilgewater" of gewoon "bilge" is daarom een denigrerende term geworden die wordt gebruikt om te verwijzen naar iets slechts, vervuild of anderszins beledigend.
Bilges kunnen tussenschotten bevatten om de waterstroom van links naar rechts en van voren naar achteren te dempen om destabilisatie van het schip door vrij vloeistofoppervlak te voorkomen. Tussenschotten kunnen gaten bevatten om water met een gecontroleerde snelheid in lagere compartimenten te laten stromen.
Olie van de motor heeft de tendens om zich op te stapelen in de bilge. Als er geen maatregelen worden getroffen zal de olie vermengd in het bilgewater overboord gepompt worden. Dit is illegaal en moet vermeden worden. Voorbeelden van voorzorgsmaatregelen zijn:
- Ervoor zorgen dat de motor goed onderhouden wordt om de olie die vrijkomt te minimaliseren.
- Ervoor zorgen dat er geen lekken zijn in de motor.
- Plaatsing van olie-absorberend materiaal in de bilge.
- Plaatsing van een olie-absorberend kussen onder de motor.

## Bilgealarm
Een bilgealarm is een elektrisch systeem dat nodig is op grote schepen om aan te geven hoeveel water er in de bilge zit. De bemanning aan boord van een schip moet namelijk weten hoeveel en waar er water in de bilge zit. Deze alarmen hebben als bijkomende functie dat ze lekken in de bilge detecteren voordat er grote schade aan het schip wordt berokkend.